# Bardufoss flygplats
Bardufoss flygplats (norska: Bardufoss lufthavn) är en flygplats i Bardufoss i Målselvs kommun i Troms fylke i norra Norge. Flygplatsen är framför allt en militär flygbas för Luftforsvarets 139 Luftvings helikopterskvadron "339 skvadron" (transporthelikoptrar). Den används också för civil flygtrafik.
Norwegian Air Shuttle flyger tre gånger dagligen till Oslo flygplats, Gardermoen. 
Flygplatsen byggdes som militär flygbas 1938. År 1956 startade civila passagerarflygningar från Bardufoss via Bodø (då de två enda flygplatserna med civil trafik i Nord-Norge förutom sjöflyg) till Oslo.
Strax öster om landningsbanan finns på Fossmoen lämningar av en tidigare landningsbana, som var 1.300 meter lång. 

## Destinationer
| - Oslo (med Norwegian) |

## Bildgalleri

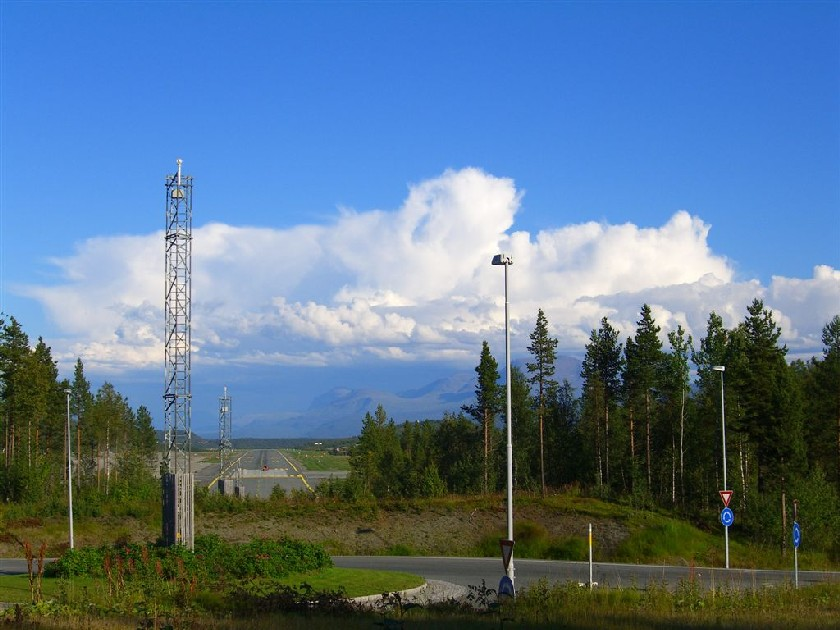
Landningsbanan på Bardefoss flygplats
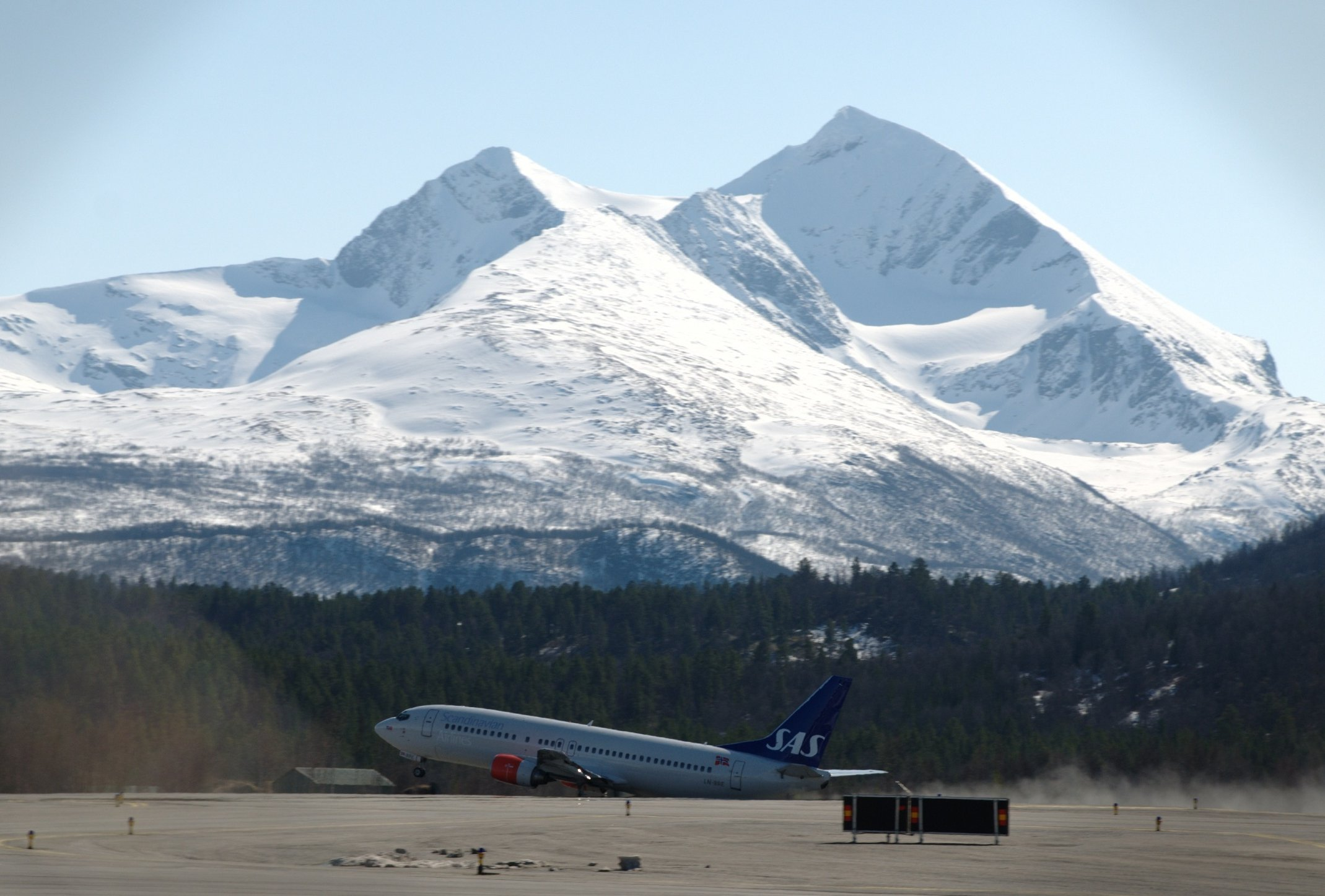
En SAS Boeing 737 som startar från Bardefoss flygplats, 2008
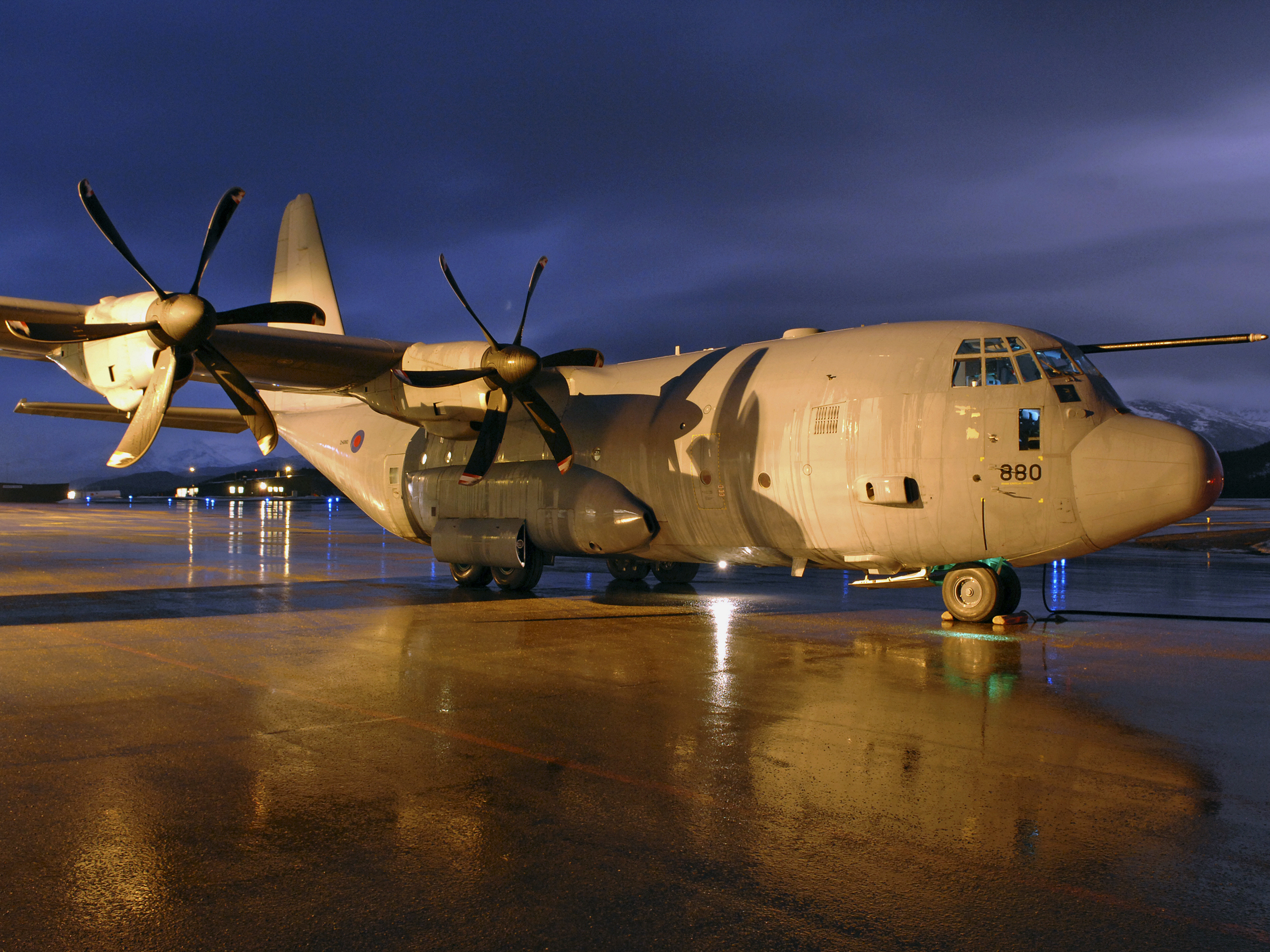
Ett Lockhed Martin C-130J Hercules lufttankningsflygplan från Royal Air Forces Lynehambas på Bardefoss flygplats, 2007